# Jüdische Gemeinde Mogendorf
Die jüdische Gemeinde in Mogendorf war eine jüdische Gemeinde in Mogendorf im Westerwaldkreis in Rheinland-Pfalz.

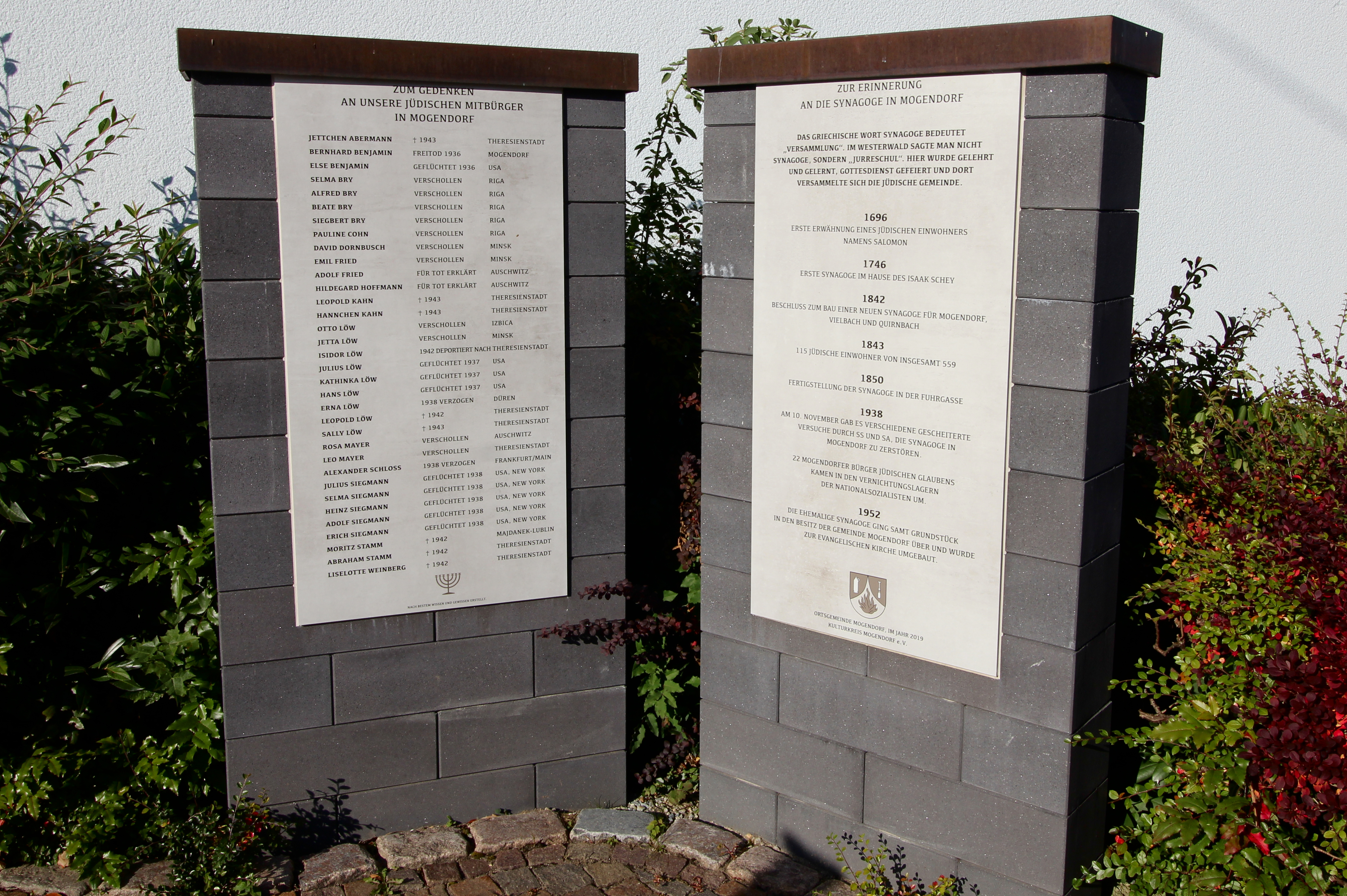
Die Gedenktafel an die jüdischen Mitbürger am Alexanderplatz in Mogendorf

## Geschichte der Mogendorfer Gemeinde bis 1933
Die Geschichte der jüdischen Gemeinde in Mogendorf beginnt mit dem Zuzug des Juden Salomon, der von 1696 bis 1707 in dem Ort wohnte und schließlich nach Selters zog. 1712 kam erneut eine jüdische Familie nach Mogendorf. Ihr Oberhaupt hieß Schey Isaac, bezeichnet als der Jud Schey von Mogendorf. Dieser Familie folgten weitere, wie Itzig Schey, sein Sohn und die Familien des Lehman Moses aus Selters und des Löw Heymann 1744 sowie die des Jacob Veit aus Meudt 1746. Damit war die Zahl der jüdischen Familien im Ort auf fünf angewachsen.
Im Jahr 1746 beantragte der mittlerweile 75-jährige Jud Schey, dass er mit zehn Personen in seinem Haus Schule und jüdische Ceremonie abzuhalten, da er außerstande sei, nach Selters zu gehen. Dies wurde ihm für einen Reichstaler monatlich bewilligt. Die 1746 auf Initiative von Schey Isaac entstandene Synagoge war noch kein separates Gebäude, sondern befand sich in seinem Haus. Der erste Lehrer, der in der jüdischen Gemeinde Dienst tat, war ein Jud Bacher, der 1774 zuzog.
1753 wohnten in Mogendorf sechs Schutzjuden-Familien mit insgesamt 24 Personen. 1815 lebten dort zehn Judenfamilien mit 62 Personen, die Männer zumeist Makler, Vieh- und Ellenhändler von Beruf. Uli Jungbluth führt in seinem Beitrag zu den Juden in Mogendorf deren finanzielle Situation an: So zahlte ein Jacob Heyum, der 48 Jahre alt war und drei unmündige Kinder hatte, 12 Gulden Schutzgeld bei einem Einkommen von ca. 200 Gulden im Jahr. Er trieb mit seinem Bruder etwas Ackerbau und Viehhandel. Der 56-jährige Makler Gumbel Herz, der drei unmündige Kinder hatte, zahlte 6 Gulden Schutz und verdiente ca. 25 Gulden.
Nach knapp hundert Jahren ihres Bestehens entschloss sich die Gemeinde, eine eigene Synagoge zu errichten. Dieser sollte den Juden aus Mogendorf, Vielbach und Quirnbach dienen. 1842 begann die Planung einer Synagoge für 80 Männer und einer Empore für 25 Frauen, einem rituellen Bad nebst Heizkammer, einem Schulzimmer, Gang, zwei Freitreppen und einem Abtritt. Das Gebäude war 17 m lang und 6,50 m breit.
Als Vorbild für den Bau diente die Synagoge in Hadamar und so vereinbarte der Vorsitzende der Mogendorfer Kultusgemeinde, Hirsch Löw, den Bau der Inneneinrichtung mit dem Hadamarer Schreinermeister Joseph David Hohenstein. Dieser errichtete die Bima nach dem Muster von Hadamar, ebenso die Emporbühne (Alemmer), die Männerstühle und das Schulmobiliar sowie die Frauenstühle, die aus Teilen der alten Synagoge gefertigt wurden. Nach einer Bauzeit von sieben Jahren war das Gebäude 1850 fertiggestellt. Es kostete 4.727 Gulden, ein für damalige Verhältnisse stattlicher Betrag.

## Der Untergang der Mogendorfer Gemeinde
Auch die Mogendorfer Gemeinde erlebte durch Ab- und Auswanderung ab der zweiten Hälfte des 19. Jahrhunderts einen allmählichen Niedergang. 1930 hatten die Mogendorfer Juden keinen eigenen Lehrer mehr. Alle 14 Tage kam ein Lehrer aus Selters, um die Mogendorfer und Quirnbacher Schüler zu unterrichten.
Am 10. November 1938 wurde während der sogenannten Reichspogromnacht die Synagoge in Mogendorf das Ziel der SS und der SA in zwei voneinander unabhängigen Aktionen zerstört. Der SS-Hauptsturmbannführer Adolf Haas aus Hachenburg gab am 9. November u. a. einem SS-Mann aus Wirges den Befehl, sich beim Anzünden der Synagoge in Mogendorf zu beteiligen. Die Männer erhielten den Befehl, nach Hause zu fahren, Zivilkleidung anzuziehen und abzuwarten. Mit zwei Autos wurden am Morgen des 10. November die Männer abgeholt; Haas fuhr mit ihnen nach Mogendorf, zertrümmerte das Mobiliar und schichtete es in der Mitte des Raumes auf. Der SS-Mann aus Wirges konnte die Gruppe aber davon abbringen, das Holz zu entzünden, da die Nachbarhäuser zu nahe standen. Schließlich entfernte sich das SS-Kommando.
Etwas später kam ein SA-Trupp, der in Mogendorf bereits am Morgen gewütet hatte und später eine Versammlung in Montabaur abgehalten hatte, wobei sie eine Aktion am Abend planten, bei der u. a. auch die Mogendorfer Juden in Schutzhaft genommen werden sollten. Die Männer verabreden sich für den Abend in Zivilkleidung in der Gaststätte Kohlenberg. Nach einer Ansprache des SA-Sturmführers fuhr ein Trupp der SA-Leute nach Quirnbach, der andere Teil begab sich auf die Straße, wo bereits die Judenhäuser von Jugendlichen und jüngeren SA-Leuten angegriffen wurden. Bei Alexander Schloss wurden Stall und Abort abgerissen, sodass die Trümmer auf der Straße herumlagen. Auch der Landrat Freiherr von Preuschen und der NSDAP-Kreisleiter Cramer kamen mit dem Auto von Montabaur zu dem Haus von Schloss, der schon zuvor sein Haus der Gemeinde verkauft hatte, die es abreißen lassen wollte, um die Straße zu verbreitern. Alle Juden von Mogendorf wurden dann in der Schule zusammengetrieben, um später abtransportiert zu werden. Währenddessen wurde mehrere Male von Unbekannten versucht, die Synagoge in Brand zu setzen, was jedes Mal von Mogendorfer Bürgern verhindert werden konnte. Die zerstörten Bruchsteinmauern standen noch 14 Jahre bis 1952; dann ging die ehemalige Synagoge in den Besitz der evangelischen Kirchengemeinde über und die Ruine wurde zur evangelischen Kirche umgebaut.
Die jüdische Gemeinde erlosch im Zuge der Deportation deutscher Juden in der Zeit des Nationalsozialismus; die 34 Mogendorfer Juden wurden zumeist in den Osten deportiert, so ins KZ Auschwitz, nach Majdanek, Riga, Minsk oder Theresienstadt; nur wenige Familien konnten in die Vereinigten Staaten emigrieren, wie die Familie Siegmann sowie Julius und Kathinka Löw.